# 三重県道18号桑名停車場線
三重県道18号桑名停車場線（みえけんどう18ごう くわなていしゃじょうせん）は、三重県桑名市を通る県道（主要地方道）である。

## 概要
当路線は道路法第17条第2項の規定により、県道ではあるが桑名市が管理する。

### 路線データ
- 起点：三重県桑名市大字桑名30番官591の6番地先（桑名停車場）[1]
- 終点：三重県桑名市大字桑名字30番官572の1番地先[1]（国道1号交点）
- 総延長：211.2 m[1]
- 実延長：211.2 m[1]

## 歴史
- 1954年（昭和29年）12月25日 - 路線認定[1]。
- 1969年（昭和44年）12月5日 - 供用開始[1]。
- 1993年（平成5年）5月11日 - 建設省から、県道桑名停車場線が桑名停車場線として主要地方道に指定される[3]。

## 地理

### 通過する自治体
- 桑名市

### 交差する道路

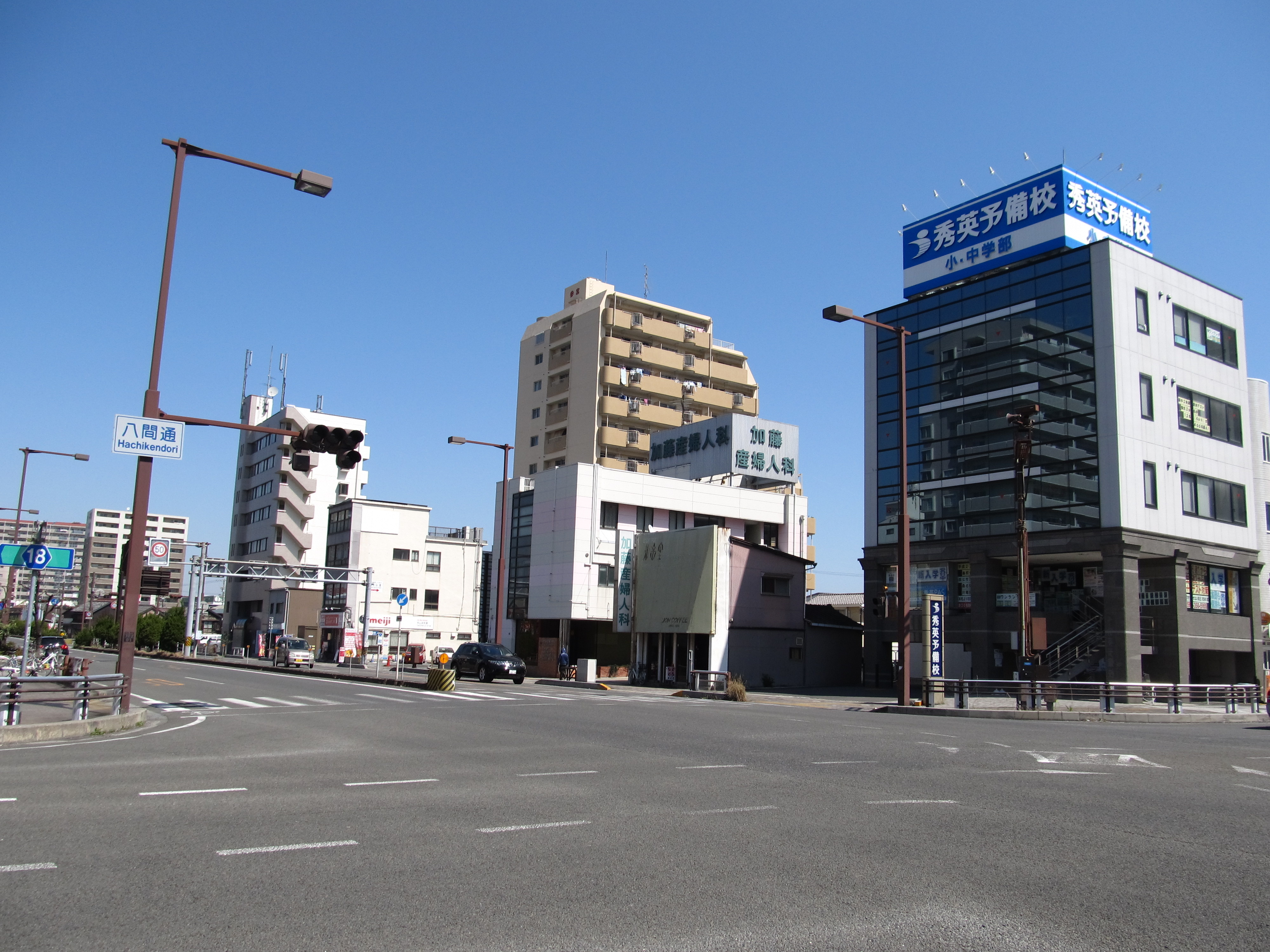
八間通交差点・終点。国道1号との交点

- 国道1号（八間通交差点、終点）

### 沿線にある施設など
- 東海旅客鉄道（JR東海）関西線（関西本線）・近畿日本鉄道名古屋線・養老鉄道養老線 桑名駅
- 三岐鉄道北勢線 西桑名駅
- 三菱UFJ銀行 桑名支店